# Elaphoglossum plicatum
Elaphoglossum plicatum là một loài thực vật có mạch trong họ Lomariopsidaceae. Loài này được (Cav.) C. Chr. mô tả khoa học đầu tiên năm 1905.